# Giuseppe Maria Doria Pamphilj

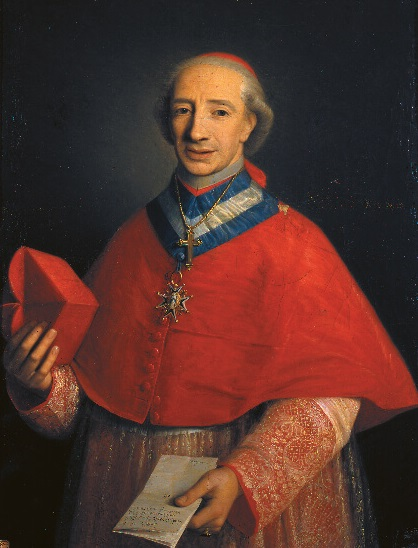
Giuseppe Maria Kardinal Doria Pamphilj (Ölgemälde von Gaspare Landi, 18. Jh.)

Giuseppe Maria Doria Pamphilj, vollständiger Name: Giuseppe Maria Doria Pamphilj Landi, (* 11. November 1751 in Genua; † 8. Februar 1816 in Rom) war ein Kardinal der Römischen Kirche.

## Leben
Giuseppe Maria Doria Pamphilj entstammte der Genueser Adelsfamilie Doria, die auch das Erbe der Familie Pamphilj angetreten hatte, aus welcher Papst Innozenz X. stammte. Er war der Bruder von Kardinal Antonio Doria Pamphilj und Onkel des Kardinals Giorgio Doria Pamphilj Landi. Er war der Sohn des Giovanni Andrea IV. Doria-Pamphilj und der Eleonora Carafa della Stadera.
Bis zum Umzug der Familie nach Rom im Jahre 1761 wurde er in der häuslichen Villa in Genua unterrichtet. In Rom begann er, gemeinsam mit seinem Bruder Antonio, am Jesuitenkolleg in Rom zu studieren. Er schloss sein Studium der Rechtswissenschaften 1771 an der Universität La Sapienza in Rom mit dem Doktor der Rechte ab. Die Priesterweihe zum Diözesanpriester von Genua wurde ihm am 18. Juli 1773 gespendet. Giuseppe Maria Doria Pamphilj wurde am 27. Februar 1773, also noch vor seiner Priesterweihe, zum Titularerzbischof von Seleucia in Isauria ernannt. Die Bischofsweihe empfing er am 22. August 1773 durch Buenaventura Córdoba Espinosa de la Cerda, Mitkonsekratoren waren Manuel Ferrer y Figueredo, Titularerzbischof von Edessa in Osrhoëne, und Joaquín de Eleta, OFM, Titularerzbischof von Thebae.
Von 1772 bis 1773 wirkte er als Gesandter am spanischen Königshof. Am 6. September 1773 wurde er zum Apostolischen Nuntius in Frankreich berufen und erhielt zum 14. Februar 1785 die Erhebung zum Kardinalpriester von San Pietro in Vincoli. Am selben Tag wurde auch sein Bruder Antonio Doria Pamphilj zum Kardinal erhoben. Als Apostolischer Nuntius vollzog er eine Vielzahl an diplomatischen Missionen und stand Papst Pius VI. im Exil in Valence bis zu dessen Tod im Jahr 1799 zur Seite. Bereits seit März 1797 war er Kardinalstaatssekretär. Er nahm 1799 und 1800 am Konklave zur Wahl des Papstes Pius VII. teil und konsekrierte in seiner Amtszeit neunundzwanzig Bischöfe.
1799 wurde er von den Franzosen nach Genua deportiert. Nach der Rückkehr nach Rom wurde er 1802 Kardinalpriester von Santa Cecilia in Trastevere, 1803 Kardinalbischof von Frascati und ab 1814 war er Kardinalbischof von Porto e Santa Rufina. Napoleon ließ ihn 1813 zum Gesandten für die Aushandlung des Konkordats von Fontainebleau berufen. Seine letzte Ruhestätte wurde die Titelkirche Santa Cecilia.